# Elizabeth Navia
Elizabeth Navia Ledesma (Cochabamba, 16 dicembre 1959) è un'ex cestista boliviana.

## Carriera
Con la Bolivia ha disputato i Campionati mondiali del 1979.